# Liste der Nummer-eins-Hits in Australien (1991)
Diese Liste enthält alle Nummer-eins-Hits in Australien im Jahr 1991. Grundlage sind die Top 50 der australischen Charts der ARIA. Es gab in diesem Jahr 19 Nummer-eins-Singles und 22 Nummer-eins-Alben.

## Singles
| ← 1990 ← | Liste der Nummer-eins-Hits in Australien | Liste der Nummer-eins-Hits in Australien | Liste der Nummer-eins-Hits in Australien | 1992 → |
| \| Zeitraum \| Wo. ges. \| Interpret \| Titel Autor(en) \| Zusätzliche Informationen \| \| (Zeitraum, Wochen auf Platz eins, Interpret, Titel, Autor[en], zusätzliche Informationen) \| \| \| \| \| \| ----------------------------------------------------------------------------------------- \| -------- \| ---------------------------------- \| --------------------------------------------------------------------------------------------------------------------------------------------------------------- \| ------------------------------------------------------------------------------------------------------------------ \| \| 24. November 1990 – 11. Januar 1991 7 Wochen \| 7 \| The Righteous Brothers \| Unchained Melody Musik: Alex North / Text: Hy Zaret \| – \| \| 12. Januar 1991 – 1. Februar 1991 3 Wochen \| 3 \| Vanilla Ice \| Ice Ice Baby Mario Johnson, Robert Matthew Van Winkle, Floyd Brown, Frederick Mercury, Roger Meddows Taylor, Brian Harold May, John Richard Deacon, David Bowie \| – \| \| 2. Februar 1991 – 15. Februar 1991 2 Wochen \| 2 \| Divinyls \| I Touch Myself Christina Amphlett, Mark Christopher McEntee, Billy Steinberg, Tom Kelly \| – \| \| 16. Februar 1991 – 15. März 1991 4 Wochen \| 4 \| Londonbeat \| I’ve Been Thinking About You Jimmy Chambers, George Chandler, Jimmy Helms, William Henshall \| – \| \| 16. März 1991 – 22. März 1991 1 Woche \| 1 \| Bart Simpson \| Do the Bartman Bryan Loren, Michael Joe Jackson \| – \| \| 23. März 1991 – 5. April 1991 2 Wochen \| 2 \| Dimples D. \| Sucker DJ Buddy Kaye, Hugo Montenegro, Crystal Smith, Marlon Lu’ree Williams \| Der Rapsong samplet die Titelmelodie der TV-Serie Bezaubernde Jeannie. \| \| 6. April 1991 – 12. April 1991 1 Woche \| 1 \| Julee Cruise \| Falling David K. Lynch, Angelo Badalamenti \| Julee Cruise trat in der Serie Twin Peaks in der Rolle einer Nachtclubsängerin auf und sang dort diesen Titelsong. \| \| 13. April 1991 – 3. Mai 1991 3 Wochen \| 3 \| Roxette \| Joyride Per Gessle \| – \| \| 4. Mai 1991 – 17. Mai 1991 2 Wochen \| 2 \| Ratcat \| Tingles EP Simon Bruce Day, Amr Zaid Abdallah, Andrew Patrick Polin \| – \| \| 18. Mai 1991 – 31. Mai 1991 2 Wochen \| 2 \| Daryl Braithwaite \| The Horses Walter Carl Becker, Rickie Lee Jones \| – \| \| 1. Juni 1991 – 7. Juni 1991 1 Woche \| 1 \| Ratcat \| Don’t Go Now Simon Bruce Day, Robyn St. Clare \| – \| \| 8. Juni 1991 – 12. Juli 1991 5 Wochen \| 5 \| Olivia Newton-John & John Travolta \| The Grease Megamix Jim Jacobs, Warren Casey, John Clifford Farrar \| – \| \| 13. Juli 1991 – 26. Juli 1991 2 Wochen \| 2 \| Melissa \| Read My Lips Roy Lachlan Nicolson, Anthony Charles King \| – \| \| 27. Juli 1991 – 11. Oktober 1991 11 Wochen \| 11 \| Bryan Adams \| (Everything I Do) I Do It for You Robert John "Mutt" Lange, Bryan Adams, Michael Kamen \| – \| \| 12. Oktober 1991 – 18. Oktober 1991 1 Woche \| 1 \| Martika \| Love … Thy Will Be Done Prince, Marta Marrero \| – \| \| 19. Oktober 1991 – 1. November 1991 2 Wochen \| 2 \| Big Audio Dynamite \| Rush Mick Jones \| – \| \| 2. November 1991 – 8. November 1991 1 Woche \| 1 \| U2 \| The Fly Adam Clayton, Laurence Mullen, David Evans, Paul David Hewson \| – \| \| 9. November 1991 – 29. November 1991 3 Wochen \| 3 \| Right Said Fred \| I’m Too Sexy Fred Fairbrass, Richard Fairbrass, Robert Manzoli \| – \| \| 30. November 1991 – 24. Januar 1992 8 Wochen \| 8 \| Michael Jackson \| Black or White Michael Joe Jackson \| – \| |                                          |                                          | | |
| ← 1990 |                                          |                                          | | → 1992 → |
| Zeitraum | Wo. ges.                                 | Interpret                                | Titel Autor(en) | Zusätzliche Informationen                                                                                          |
| (Zeitraum, Wochen auf Platz eins, Interpret, Titel, Autor[en], zusätzliche Informationen) |                                          |                                          | | |
| 24. November 1990 – 11. Januar 1991 7 Wochen | 7                                        | The Righteous Brothers                   | Unchained Melody Musik: Alex North / Text: Hy Zaret | – |
| 12. Januar 1991 – 1. Februar 1991 3 Wochen | 3                                        | Vanilla Ice                              | Ice Ice Baby Mario Johnson, Robert Matthew Van Winkle, Floyd Brown, Frederick Mercury, Roger Meddows Taylor, Brian Harold May, John Richard Deacon, David Bowie | – |
| 2. Februar 1991 – 15. Februar 1991 2 Wochen | 2                                        | Divinyls                                 | I Touch Myself Christina Amphlett, Mark Christopher McEntee, Billy Steinberg, Tom Kelly                                                                         | – |
| 16. Februar 1991 – 15. März 1991 4 Wochen | 4                                        | Londonbeat                               | I’ve Been Thinking About You Jimmy Chambers, George Chandler, Jimmy Helms, William Henshall                                                                     | – |
| 16. März 1991 – 22. März 1991 1 Woche | 1                                        | Bart Simpson                             | Do the Bartman Bryan Loren, Michael Joe Jackson | – |
| 23. März 1991 – 5. April 1991 2 Wochen | 2                                        | Dimples D.                               | Sucker DJ Buddy Kaye, Hugo Montenegro, Crystal Smith, Marlon Lu’ree Williams                                                                                    | Der Rapsong samplet die Titelmelodie der TV-Serie Bezaubernde Jeannie.                                             |
| 6. April 1991 – 12. April 1991 1 Woche | 1                                        | Julee Cruise                             | Falling David K. Lynch, Angelo Badalamenti | Julee Cruise trat in der Serie Twin Peaks in der Rolle einer Nachtclubsängerin auf und sang dort diesen Titelsong. |
| 13. April 1991 – 3. Mai 1991 3 Wochen | 3                                        | Roxette                                  | Joyride Per Gessle | – |
| 4. Mai 1991 – 17. Mai 1991 2 Wochen | 2                                        | Ratcat                                   | Tingles EP Simon Bruce Day, Amr Zaid Abdallah, Andrew Patrick Polin                                                                                             | – |
| 18. Mai 1991 – 31. Mai 1991 2 Wochen | 2                                        | Daryl Braithwaite                        | The Horses Walter Carl Becker, Rickie Lee Jones | – |
| 1. Juni 1991 – 7. Juni 1991 1 Woche | 1                                        | Ratcat                                   | Don’t Go Now Simon Bruce Day, Robyn St. Clare | – |
| 8. Juni 1991 – 12. Juli 1991 5 Wochen | 5                                        | Olivia Newton-John & John Travolta       | The Grease Megamix Jim Jacobs, Warren Casey, John Clifford Farrar                                                                                               | – |
| 13. Juli 1991 – 26. Juli 1991 2 Wochen | 2                                        | Melissa                                  | Read My Lips Roy Lachlan Nicolson, Anthony Charles King | – |
| 27. Juli 1991 – 11. Oktober 1991 11 Wochen | 11                                       | Bryan Adams                              | (Everything I Do) I Do It for You Robert John "Mutt" Lange, Bryan Adams, Michael Kamen                                                                          | – |
| 12. Oktober 1991 – 18. Oktober 1991 1 Woche | 1                                        | Martika                                  | Love … Thy Will Be Done Prince, Marta Marrero | – |
| 19. Oktober 1991 – 1. November 1991 2 Wochen | 2                                        | Big Audio Dynamite                       | Rush Mick Jones | – |
| 2. November 1991 – 8. November 1991 1 Woche | 1                                        | U2                                       | The Fly Adam Clayton, Laurence Mullen, David Evans, Paul David Hewson                                                                                           | – |
| 9. November 1991 – 29. November 1991 3 Wochen | 3                                        | Right Said Fred                          | I’m Too Sexy Fred Fairbrass, Richard Fairbrass, Robert Manzoli                                                                                                  | – |
| 30. November 1991 – 24. Januar 1992 8 Wochen | 8                                        | Michael Jackson                          | Black or White Michael Joe Jackson | – |

## Alben
| ← 1990 ← | Liste der Nummer-eins-Hits in Australien | Liste der Nummer-eins-Hits in Australien | Liste der Nummer-eins-Hits in Australien                | 1992 →                    |
| \| Zeitraum \| Wo. ges. \| Interpret \| Titel \| Zusätzliche Informationen \| \| (Zeitraum, Wochen auf Platz eins, Interpret, Titel, zusätzliche Informationen) \| \| \| \| \| \| ------------------------------------------------------------------------------ \| -------- \| ------------------ \| ------------------------------------------------------- \| ------------------------- \| \| 23. Dezember 1990 – 12. Januar 1991 3 Wochen (insgesamt 4) \| 4 \| Die drei Tenöre \| In Concert \| – \| \| 13. Januar 1991 – 26. Januar 1991 2 Wochen (insgesamt 5) \| 5 \| Madonna \| The Immaculate Collection \| – \| \| 27. Januar 1991 – 2. Februar 1991 1 Woche \| 1 \| Elton John \| The Very Best of Elton John \| – \| \| 3. Februar 1991 – 9. Februar 1991 1 Woche (insgesamt 4) \| 4 \| Janet Jackson \| Rhythm Nation 1814 \| – \| \| 10. Februar 1991 – 17. Februar 1991 2 Wochen \| 2 \| Billy Joel \| Souvenir – The Ultimate Collection \| – \| \| 18. Februar 1991 – 9. März 1991 2 Wochen (insgesamt 4) \| 4 \| Janet Jackson \| Rhythm Nation 1814 \| – \| \| 10. März 1991 – 16. März 1991 1 Woche \| 1 \| Hothouse Flowers \| Home \| – \| \| 17. März 1991 – 6. April 1991 3 Wochen \| 3 \| Black Box \| Dreamland \| – \| \| 7. April 1991 – 13. April 1991 1 Woche \| 1 \| Angelo Badalamenti \| Twin Peaks \| – \| \| 14. April 1991 – 17. Juni 1991 10 Wochen \| 10 \| Eurythmics \| Greatest Hits \| – \| \| 18. Juni 1991 – 15. Juni 1991 51 Wochen (insgesamt 3) \| 3 \| Ratcat \| Blind Love \| – \| \| 16. Juni 1991 – 22. Juni 1991 1 Woche (insgesamt 5) \| 5 \| Jimmy Barnes \| Two Fires \| – \| \| 23. Juni 1991 – 29. Juni 1991 1 Woche (insgesamt 3) \| 3 \| Ratcat \| Blind Love \| – \| \| 30. Juni 1991 – 20. Juli 1991 3 Wochen (insgesamt 13) \| 13 \| (Soundtrack) \| Grease: The Original Soundtrack from the Motion Picture \| – \| \| 21. Juli 1991 – 27. Juli 1991 1 Woche \| 1 \| Noiseworks \| Love Versus Money \| – \| \| 28. Juli 1991 – 3. August 1991 1 Woche \| 1 \| Rod Stewart \| Vagabond Heart \| – \| \| 4. August 1991 – 24. August 1991 3 Wochen (insgesamt 6) \| 6 \| Natalie Cole \| Unforgettable … with Love \| – \| \| 25. August 1991 – 31. August 1991 1 Woche \| 1 \| Metallica \| Metallica \| – \| \| 1. September 1991 – 21. September 1991 3 Wochen (insgesamt 6) \| 6 \| Natalie Cole \| Unforgettable … with Love \| – \| \| 22. September 1991 – 28. September 1991 1 Woche \| 1 \| Dire Straits \| On Every Street \| – \| \| 29. September 1991 – 19. Oktober 1991 3 Wochen \| 3 \| Guns n’ Roses \| Use Your Illusion 2 \| – \| \| 20. Oktober 1991 – 16. November 1991 4 Wochen \| 4 \| Bryan Adams \| Waking Up the Neighbours \| – \| \| 17. November 1991 – 30. November 1991 2 Wochen (insgesamt 3) \| 3 \| Jimmy Barnes \| Soul Deep \| – \| \| 1. Dezember 1991 – 7. Dezember 1991 1 Woche \| 1 \| U2 \| Achtung Baby \| – \| \| 8. Dezember 1991 – 18. Januar 1992 6 Wochen \| 6 \| Michael Jackson \| Dangerous \| – \| |                                          |                                          |                                                         |                           |
| ← 1990 |                                          |                                          |                                                         | → 1992 →                  |
| Zeitraum | Wo. ges.                                 | Interpret                                | Titel                                                   | Zusätzliche Informationen |
| (Zeitraum, Wochen auf Platz eins, Interpret, Titel, zusätzliche Informationen) |                                          |                                          |                                                         |                           |
| 23. Dezember 1990 – 12. Januar 1991 3 Wochen (insgesamt 4) | 4                                        | Die drei Tenöre                          | In Concert                                              | –                         |
| 13. Januar 1991 – 26. Januar 1991 2 Wochen (insgesamt 5) | 5                                        | Madonna                                  | The Immaculate Collection                               | –                         |
| 27. Januar 1991 – 2. Februar 1991 1 Woche | 1                                        | Elton John                               | The Very Best of Elton John                             | –                         |
| 3. Februar 1991 – 9. Februar 1991 1 Woche (insgesamt 4) | 4                                        | Janet Jackson                            | Rhythm Nation 1814                                      | –                         |
| 10. Februar 1991 – 17. Februar 1991 2 Wochen | 2                                        | Billy Joel                               | Souvenir – The Ultimate Collection                      | –                         |
| 18. Februar 1991 – 9. März 1991 2 Wochen (insgesamt 4) | 4                                        | Janet Jackson                            | Rhythm Nation 1814                                      | –                         |
| 10. März 1991 – 16. März 1991 1 Woche | 1                                        | Hothouse Flowers                         | Home                                                    | –                         |
| 17. März 1991 – 6. April 1991 3 Wochen | 3                                        | Black Box                                | Dreamland                                               | –                         |
| 7. April 1991 – 13. April 1991 1 Woche | 1                                        | Angelo Badalamenti                       | Twin Peaks                                              | –                         |
| 14. April 1991 – 17. Juni 1991 10 Wochen | 10                                       | Eurythmics                               | Greatest Hits                                           | –                         |
| 18. Juni 1991 – 15. Juni 1991 51 Wochen (insgesamt 3) | 3                                        | Ratcat                                   | Blind Love                                              | –                         |
| 16. Juni 1991 – 22. Juni 1991 1 Woche (insgesamt 5) | 5                                        | Jimmy Barnes                             | Two Fires                                               | –                         |
| 23. Juni 1991 – 29. Juni 1991 1 Woche (insgesamt 3) | 3                                        | Ratcat                                   | Blind Love                                              | –                         |
| 30. Juni 1991 – 20. Juli 1991 3 Wochen (insgesamt 13) | 13                                       | (Soundtrack)                             | Grease: The Original Soundtrack from the Motion Picture | –                         |
| 21. Juli 1991 – 27. Juli 1991 1 Woche | 1                                        | Noiseworks                               | Love Versus Money                                       | –                         |
| 28. Juli 1991 – 3. August 1991 1 Woche | 1                                        | Rod Stewart                              | Vagabond Heart                                          | –                         |
| 4. August 1991 – 24. August 1991 3 Wochen (insgesamt 6) | 6                                        | Natalie Cole                             | Unforgettable … with Love                               | –                         |
| 25. August 1991 – 31. August 1991 1 Woche | 1                                        | Metallica                                | Metallica                                               | –                         |
| 1. September 1991 – 21. September 1991 3 Wochen (insgesamt 6) | 6                                        | Natalie Cole                             | Unforgettable … with Love                               | –                         |
| 22. September 1991 – 28. September 1991 1 Woche | 1                                        | Dire Straits                             | On Every Street                                         | –                         |
| 29. September 1991 – 19. Oktober 1991 3 Wochen | 3                                        | Guns n’ Roses                            | Use Your Illusion 2                                     | –                         |
| 20. Oktober 1991 – 16. November 1991 4 Wochen | 4                                        | Bryan Adams                              | Waking Up the Neighbours                                | –                         |
| 17. November 1991 – 30. November 1991 2 Wochen (insgesamt 3) | 3                                        | Jimmy Barnes                             | Soul Deep                                               | –                         |
| 1. Dezember 1991 – 7. Dezember 1991 1 Woche | 1                                        | U2                                       | Achtung Baby                                            | –                         |
| 8. Dezember 1991 – 18. Januar 1992 6 Wochen | 6                                        | Michael Jackson                          | Dangerous                                               | –                         |

## Jahreshitparaden
| ← 1990 ← | Liste der Nummer-eins-Hits in Australien | Liste der Nummer-eins-Hits in Australien                             | Liste der Nummer-eins-Hits in Australien | 1992 →   |
| \| Singles \| Position# \| Alben \| \| ------------------------------------------------------------------------------------------------------ \| --------- \| -------------------------------------------------------------------- \| \| (Everything I Do) I Do It for You Bryan Adams Robert John "Mutt" Lange, Bryan Adams, Michael Kamen \| 1 \| Rise Daryl Braithwaite \| \| Tingles EP Ratcat Simon Bruce Day, Amr Zaid Abdallah, Andrew Patrick Polin \| 2 \| … \| \| The Grease Megamix Olivia Newton-John & John Travolta Jim Jacobs, Warren Casey, John Clifford Farrar \| 3 \| Greatest Hits Eurythmics \| \| The Horses Daryl Braithwaite Walter Carl Becker, Rickie Lee Jones \| 4 \| Unforgettable … with Love Natalie Cole \| \| You Could Be Mine Guns n’ Roses Jeffrey Isbell, W. Axl Rose \| 5 \| Two Fires Jimmy Barnes \| \| Read My Lips Melissa Roy Lachlan Nicolson, Anthony Charles King \| 6 \| Mariah Carey \| \| More Than Words Extreme Nuno Bettencourt, Gary Francis Cherone \| 7 \| In Concert Die drei Tenöre \| \| I’ve Been Thinking About You Londonbeat Jimmy Chambers, George Chandler, Jimmy Helms, William Henshall \| 8 \| The Immaculate Collection Madonna \| \| Joyride Roxette Per Gessle \| 9 \| Grease: The Original Soundtrack from the Motion Picture (Soundtrack) \| \| The Shoop Shoop Song (It’s in His Kiss) Cher Rudy Clark \| 10 \| Joyride Roxette \| |                                          |                                                                      |                                          |          |
| ← 1990 |                                          |                                                                      |                                          | → 1992 → |
| Singles | Position#                                | Alben                                                                |                                          |          |
| (Everything I Do) I Do It for You Bryan Adams Robert John "Mutt" Lange, Bryan Adams, Michael Kamen | 1                                        | Rise Daryl Braithwaite                                               |                                          |          |
| Tingles EP Ratcat Simon Bruce Day, Amr Zaid Abdallah, Andrew Patrick Polin | 2                                        | …                                                                    |                                          |          |
| The Grease Megamix Olivia Newton-John & John Travolta Jim Jacobs, Warren Casey, John Clifford Farrar | 3                                        | Greatest Hits Eurythmics                                             |                                          |          |
| The Horses Daryl Braithwaite Walter Carl Becker, Rickie Lee Jones | 4                                        | Unforgettable … with Love Natalie Cole                               |                                          |          |
| You Could Be Mine Guns n’ Roses Jeffrey Isbell, W. Axl Rose | 5                                        | Two Fires Jimmy Barnes                                               |                                          |          |
| Read My Lips Melissa Roy Lachlan Nicolson, Anthony Charles King | 6                                        | Mariah Carey                                                         |                                          |          |
| More Than Words Extreme Nuno Bettencourt, Gary Francis Cherone | 7                                        | In Concert Die drei Tenöre                                           |                                          |          |
| I’ve Been Thinking About You Londonbeat Jimmy Chambers, George Chandler, Jimmy Helms, William Henshall | 8                                        | The Immaculate Collection Madonna                                    |                                          |          |
| Joyride Roxette Per Gessle | 9                                        | Grease: The Original Soundtrack from the Motion Picture (Soundtrack) |                                          |          |
| The Shoop Shoop Song (It’s in His Kiss) Cher Rudy Clark | 10                                       | Joyride Roxette                                                      |                                          |          |